# Rekordy Polski w short tracku
Rekordy Polski w short tracku – zestawienie rekordów Polski w short tracku.

## Kobiety
| Konkurencja          | Zawodniczka                                                                       | Wynik    | Data       | Miejsce             |
| Seniorki             | Seniorki                                                                          | Seniorki | Seniorki   | Seniorki            |
| -------------------- | --------------------------------------------------------------------------------- | -------- | ---------- | ------------------- |
| 500 metrów           | Natalia Maliszewska                                                               | 42,049   | 16.03.2025 | Pekin               |
| 1000 metrów          | Kamila Stormowska                                                                 | 1:27,542 | 04.11.2022 | Salt Lake City      |
| 1500 metrów          | Magdalena Warakomska                                                              | 2:20,032 | 19.01.2018 | Tomaszów Mazowiecki |
| 3000 metrów          | Paula Bzura                                                                       | 5:14,411 | 24.01.2010 | Drezno              |
| Sztafeta 3000 metrów | Polska Natalia Maliszewska · Nikola Mazur · Kamila Stormowska · Gabriela Topolska | 4:05,953 | 05.11.2022 | Salt Lake City      |
| Juniorki             |                                                                                   |          |            |                     |
| 500 metrów           | Kornelia Woźniak                                                                  | 43,045   | 01.03.2025 | Calgary             |
| 777 metrów           | Magdalena Zych                                                                    | 1:11,026 | 14.02.2021 | Sanok               |
| 1000 metrów          | Gabriela Topolska                                                                 | 1:30,385 | 01.11.2019 | Salt Lake City      |
| 1500 metrów          | Hanna Mazur                                                                       | 2:21,153 | 09.11.2024 | Bormio              |
| 3000 metrów          | Paula Bzura                                                                       | 5:14,41  | 11.11.2007 | Drezno              |
| Sztafeta 3000 metrów | Polska Anna Falkowska · Hanna Mazur · Michalina Wawer · Kornelia Woźniak          | 4:17,531 | 01.03.2025 | Calgary             |
| Młodziczki           |                                                                                   |          |            |                     |
| 500 metrów           | Magdalena Zych                                                                    | 45,157   | 23.11.2018 | Sarajewo            |
| 777 metrów           | Magdalena Zych                                                                    | 1:15,591 | 11.03.2018 | Gdańsk              |
| 1000 metrów          | Magdalena Zych                                                                    | 1:35,800 | 16.09.2018 | Erzurum             |
| 1500 metrów          | Hanna Mazur                                                                       | 2:29,782 | 07.10.2022 | Benátky nad Jizerou |
| 3000 metrów          | Paula Bzura                                                                       | 5:29,150 | 04.03.2006 | Opole               |

## Mężczyźni
| Konkurencja          | Zawodnik                                                                    | Wynik    | Data       | Miejsce             |
| Seniorzy             | Seniorzy                                                                    | Seniorzy | Seniorzy   | Seniorzy            |
| -------------------- | --------------------------------------------------------------------------- | -------- | ---------- | ------------------- |
| 500 metrów           | Michał Niewiński                                                            | 40,028   | 02.11.2024 | Montreal            |
| 1000 metrów          | Michał Niewiński                                                            | 1:23,463 | 06.12.2024 | Pekin               |
| 1500 metrów          | Michał Niewiński                                                            | 2:10,485 | 28.01.2023 | Drezno              |
| 3000 metrów          | Jakub Jaworski                                                              | 4:54,426 | 19.11.2011 | Białystok           |
| Sztafeta 5000 metrów | Polska Łukasz Kuczyński · Michał Niewiński · Diané Sellier · Neithan Thomas | 6:45,611 | 10.02.2023 | Dordrecht           |
| Juniorzy             |                                                                             |          |            |                     |
| 500 metrów           | Michał Niewiński                                                            | 40,379   | 04.11.2022 | Salt Lake City      |
| 777 metrów           | Rafał Anikiej                                                               | 1:05,962 | 11.02.2017 | Krynica-Zdrój       |
| 1000 metrów          | Michał Niewiński                                                            | 1:23,814 | 29.01.2023 | Drezno              |
| 1500 metrów          | Michał Niewiński                                                            | 2:10,485 | 28.01.2023 | Drezno              |
| 3000 metrów          | Michał Niewiński                                                            | 4:56,736 | 18.10.2020 | Białystok           |
| Młodzicy             |                                                                             |          |            |                     |
| 500 metrów           | Mateusz Krzemiński                                                          | 41,947   | 20.01.2018 | Tomaszów Mazowiecki |
| 777 metrów           | Rafał Anikiej                                                               | 1:11,012 | 15.03.2015 | Białystok           |
| 1000 metrów          | Filip Hyjek                                                                 | 1:28,555 | 22.12.2024 | Białystok           |
| 1500 metrów          | Mateusz Krzemiński                                                          | 2:16,581 | 20.01.2018 | Tomaszów Mazowiecki |

## Konkurencje mieszane
| Konkurencja          | Zawodnicy                                                                            | Wynik    | Data       | Miejsce  |
| Seniorzy             | Seniorzy                                                                             | Seniorzy | Seniorzy   | Seniorzy |
| -------------------- | ------------------------------------------------------------------------------------ | -------- | ---------- | -------- |
| Sztafeta 2000 metrów | Polska Łukasz Kuczyński · Natalia Maliszewska · Michał Niewiński · Kamila Stormowska | 2:36,410 | 14.03.2025 | Pekin    |
| Juniorzy             |                                                                                      |          |            |          |
| Sztafeta 2000 metrów | Polska Anna Falkowska · Krzysztof Mądry · Noël Vreuls · Kornelia Woźniak             | 2:43,207 | 28.02.2025 | Calgary  |